# Alfredo V. Bonfil, Sinaloa
Alfredo V. Bonfil är en ort i Mexiko.   Den ligger i kommunen Sinaloa och delstaten Sinaloa, i den västra delen av landet, 1 200 km nordväst om huvudstaden Mexico City. Alfredo V. Bonfil ligger 54 meter över havet och antalet invånare är 1 345.
Terrängen runt Alfredo V. Bonfil är platt. Runt Alfredo V. Bonfil är det ganska tätbefolkat, med 104 invånare per kvadratkilometer. Närmaste större samhälle är Sinaloa de Leyva, 19,9 km norr om Alfredo V. Bonfil. Trakten runt Alfredo V. Bonfil består till största delen av jordbruksmark.